# Клівлендський симфонічний оркестр
41°30′23″ пн. ш. 81°36′34″ зх. д. / 41.506389° пн. ш. 81.609444° зх. д.
Клівлендський симфонічний оркестр (англ. Cleveland Orchestra) — симфонічний оркестр, що базується в Клівленді, США. Заснований 1918 року.
Традиційно цей оркестр входить до Великої п'ятірки американських оркестрів поряд з Нью-Йоркським, Бостонським, Філадельфійським і Чиказьким.
Період розквіту Клівлендського оркестру розпочався з приходом на місце його керівника диригента Джорджа Селла. Під його орудою оркестр почав гастролювати за кордоном, в тому числі, в 1965 році — в СРСР. Концерти відбулися в Москві, Ленінграді, Києві, Тбілісі, Сочі і Єревані. Після смерті Джорджа Селла в 1970 році, Клівлендський оркестром протягом 2 років як музичний радник керував П'єр Булез. Надалі художніми керівниками оркестру були відомі німецькі диригенти Лорін Маазель і Крістоф фон Донаньї. З 2002 року по теперішній час головним диригентом оркестру є Франц Вельзер-Мьост.